# غليون الفقاعات
غليون الفقاعات هو لعبة على شكل غليون التبغ، مخصصة لاستخدامها في نفخ فقاعات الصابون.